# Madeira (rijeka)
Madeira (por. Rio Madeira) je rijeka u Južnoj Americi, desna pritoka Amazone, koja nastaje sutokom rijeka Mamoré i Madre de Dios u Boliviji, te teče kroz Brazil sve do ušća u Amazonu. 
Madeira je duga 1.450 km, u nju se ulijevaju brojne pritoke, od kojih je lijeva pritoka rijeka Abuná, a ostale su desne: Jamari, Ji-Paraná, Ipixuna, Dos Marmelos, Manicoré, Aripuanã, Canumã.
Vodostaj rijeke Madeire tijekom kišnih razdoblja naraste i do 15 metara, što čini rijeku plovnom za prekooceanske brodove sve do grada Porto Velho (1070 km), dok je tijekom sušnog razdoblja (lipanj do studeni) plovna samo za manje brodove (gaza do 2 metra).
Prema karti koju je izradio Emanuel Bowen 1747. godine za rijeku je zabilježen naziv Cuyari koji potječe iz vremena prije dolaska europskih istraživača.